# Лешница (община Гостивар)
Вижте пояснителната страница за други значения на Лешница.
Лешница (изписване до 1945 година: Лѣшница; на македонска литературна норма: Лешница; на албански: Leshnica) е село в Северна Македония в община Гостивар.

## География
Селото е разположено на 3 километра западно от град Гостивар в областта Горни Полог в подножието на планината Шар.

## История
В началото на XIX век Лешница е българско село в Гостиварска нахия на Тетовска каза на Османската империя. Според статистиката на Васил Кънчов („Македония. Етнография и статистика“) в 1900 година Лешница има 140 жители българи християни.
Според патриаршеския митрополит Фирмилиан в 1902 година в селото има 11 сръбски патриаршистки къщи. В 1905 година всички християнски жители на Лешница са под върховенството на Българската екзархия. Според секретаря на екзархията Димитър Мишев („La Macédoine et sa Population Chrétienne“) в 1905 година в селото има 160 българи екзархисти.
При избухването на Балканската война в 1912 година единадесет души от Лешница са доброволци в Македоно-одринското опълчение. В 1913 година селото попада в Сърбия. Според Афанасий Селишчев в 1929 година Лешница е село в Долнойеловянска община (с център в Здуне) в Горноположкия срез и има 17 къщи със 109 жители българи.
Според преброяването от 2002 година селото има 3 жители македонци.

## Личности
Родени в Лешница
- Аце Нестор Манолов, македоно-одрински опълченец, 1-ва рота на 2-ра Скопска дружина; 20.IX.1912 г. - неизвестнo[7]
- Аце Несторов Мойсов, македоно-одрински опълченец, 1-ва рота на 2-ра Скопска дружина; 1.X.1912 г. - неизвестно[8]
- Велян Гергинов (Гюрчинов) Велянов, македоно-одрински опълченец, бозаджия; 1-ва рота на 2-ра Скопска дружина; 18.X.1912 г. неизвестно[9]
- Глигор Якимов Мойсов, македоно-одрински опълченец, 26-годишен; бозаджия; 1-ва рота на 2-ра Скопска дружина; 10.X.1912 г. - 18.VI.1913 г. убит при Емирица, Кратовско[10]
- Дилбер Ефтов Новаков, македоно-одрински опълченец, 32-годишен; бозаджия; II отделение; 1-ва рота на 2-ра Скопска дружина; 1.X.1912 г. - неизвестно[11]
- Зафир Ефтовски (1881-1963), български войник участник в Първата световна война[12]
- Илия Костадинов, македоно-одрински опълченец, комита в четата на Георги Занков[13]
- Коста Габров, македоно-одрински опълченец, комита в четата на Георги Занков[14]
- Марко Стамов Стоянов, македоно-одрински опълченец, 36-годишен; 1-ва рота на 2-ра Скопска дружина; 20.IX.1912 г. - 18.VI.1913 г. убит при Емирица, Кратовско[15]
- Никола Георгиев, македоно-одрински опълченец, местоживеене гр. София; чета на Георги Занков; 17.IX.1912 г. - 22.XII.1912 г.; орден „За храброст“ IV степен[16]
- Никола Пеев, македоно-одрински опълченец, 28-годишен; бозаджия; I отделение; 4-та рота на 9-а Велешка дружина; 5.X.1912 г. - 10.VIII.1913 г.; орден „За храброст“ IV степен[17]
- Петър Маслов Маслов, македоно-одрински опълченец, 1-ва рота на 2-ра Скопска дружина; 20.IX.1912 г. - неизвестно[18]